# Fernando Quejas
Fernando Quejas [fɨɾˈnɐ̃du ˈkeʒɐʃ] (* 23. April 1922 auf Kap Verde; † 28. Oktober 2005 in Lissabon, Portugal) war ein Sänger und Songschreiber von den Kap-verdischen Inseln.
Quejas zog 1947 von seiner Heimat an der Westküste Afrikas nach Portugal. In den 1950er Jahren veröffentlichte der mit dem portugiesischen Label Alvorado 22 Alben. In den 1960ern und 1970ern hatte er zahlreiche Auftritte in aller Welt. Er war einer der renommiertesten Sänger der melancholischen Mornas, einem Blues-Stil der Kapverden.
Quejas war 1945 einer der Gründer der ersten Radiostation Radio Clube de Cabo Verde (Radio Praia) auf den Kapverdischen Inseln.